# Kharpocho
Kharpocho oder Karpachu (Balti „Burg des Königs“), auch Fort Skardu, ist eine Festungsruine über der Stadt Skardu in der Region Gilgit-Baltistan im Norden Pakistans, die um 1600 unter König Ali Sher Khan Anchan von Baltistan errichtet und 1857 durch den kaschmirischen Herrscher Ranbir Singh fast vollständig zerstört wurde. 
Skardu liegt auf einer Höhe von rund 2300 Metern im Skardu-Tal, das hier vom Indus-Tal abzweigt. Das Fort wurde auf einem steil nach drei Seiten abfallenden Felssporn rund 100 Meter über der Ebene der beiden Täler erbaut. Wasser wurde aus dem nahegelegenen Satpara-See über einen mit Steinen angelegten Kanal herangeführt.
Ali Sher Khan Anchan (1560–1622) war ein Mitglied der Ende des 12. Jahrhunderts gegründeten Makpon-Dynastie, die über ein baltisch-tibetisches Reich herrschte. Ihm wird das Verdienst zugesprochen, erstmals in der Geschichte Baltistan zu einem Reich vereint zu haben, das bis nach Ladakh reichte. Skardu war der Hauptort des Reiches.
Der erste europäische Besucher, der Engländer Godfrey Thomas Vigne, erreichte Skardu 1835 und beschrieb Kharpocho als stark befestigt und primär zu Verteidigungszwecken und weniger für ein bequemes Wohnen  ausgerichtet. Eine aus Holz gebaute Moschee auf dem Gelände des Forts zeugt von einem islamischen Einfluss in der Region.

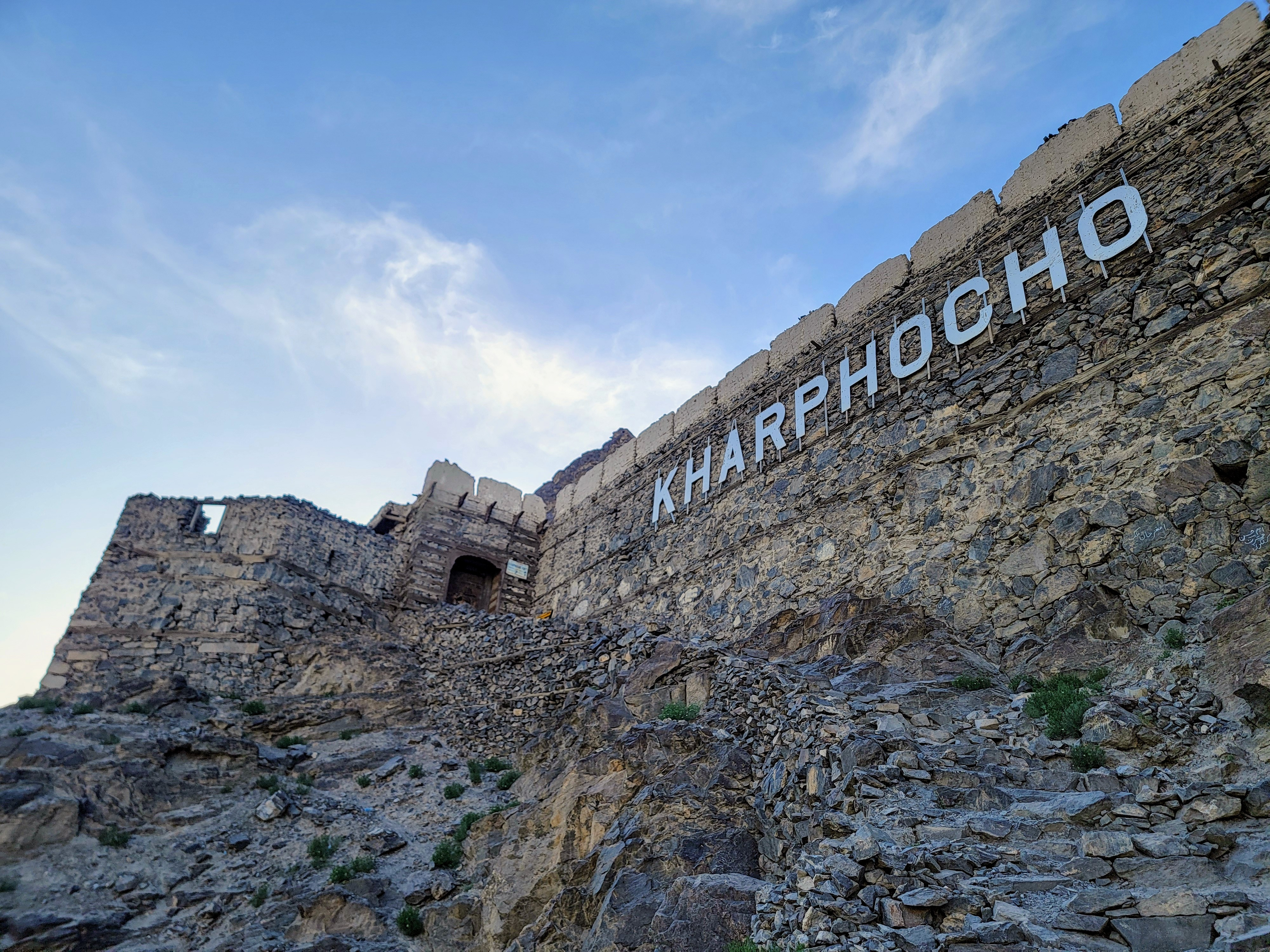
Steiler Weg zum Eingangstor
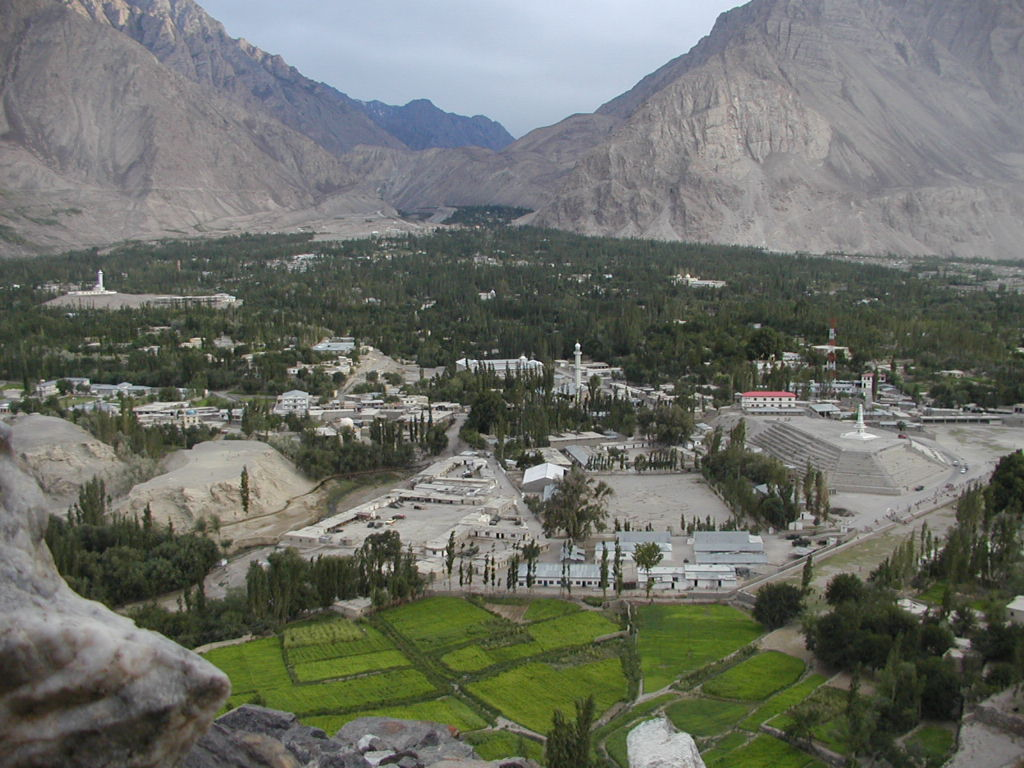
Blick vom Fort nach Süden über die Stadt
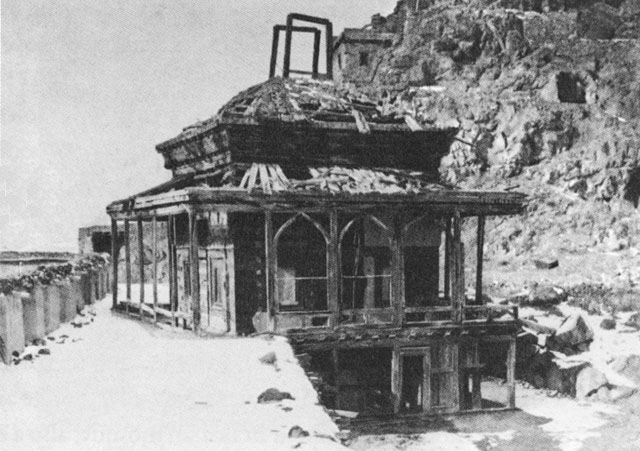
Moschee im Fort, 1924 in ruinösem Zustand
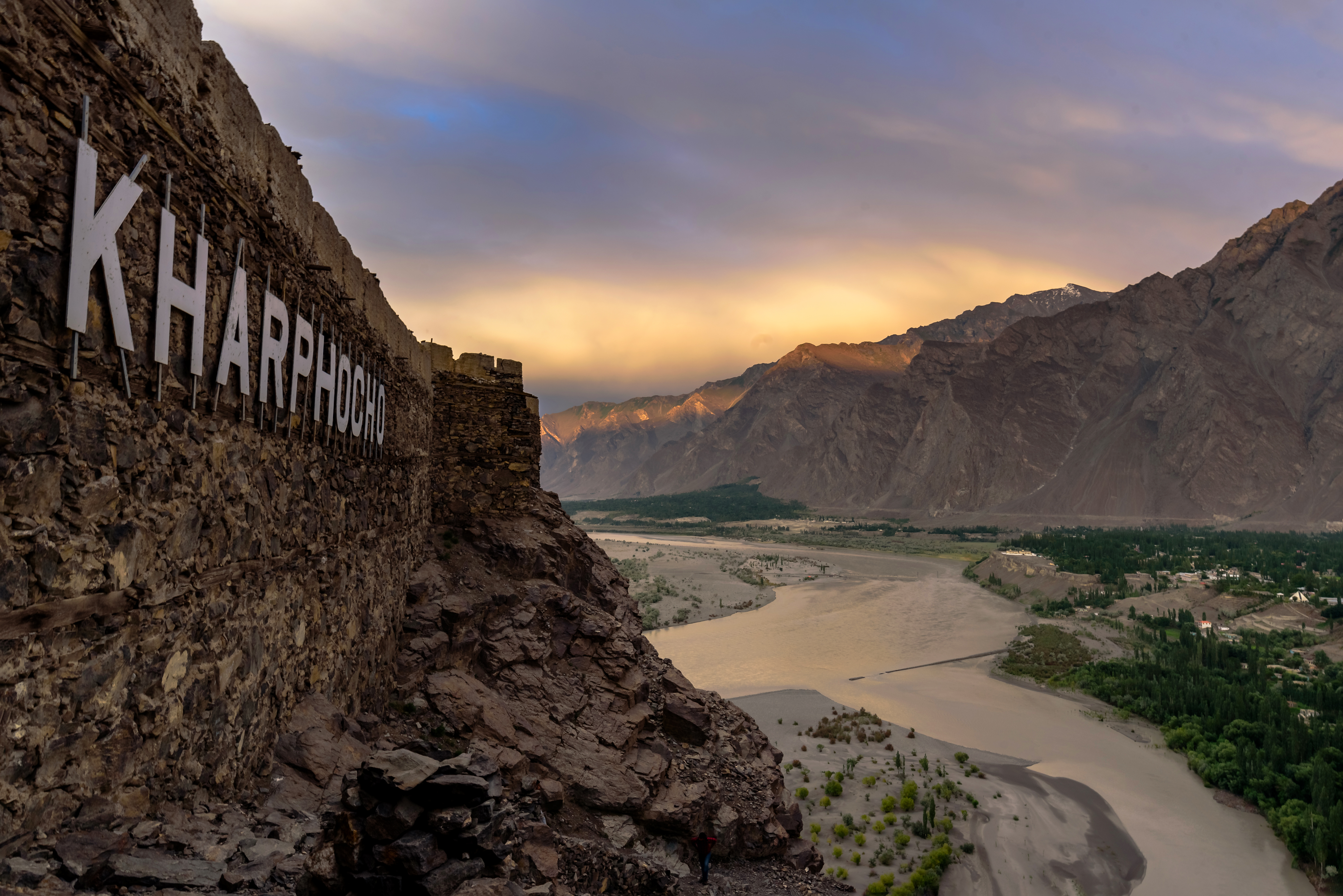
Von der restaurierten Festungsmauer nach Osten zum Indus, der hier im Vordergrund eine Insel umfließt